# Supercoupe du Maroc de water-polo
La Supercoupe du Maroc, baptisé Trophée Moulay Hassan, est la supercoupe nationale de natation (dont le water-polo aussi) masculin au Maroc. Elle est ouverte aux équipes professionnels uniquement.
Cette compétition a vu le jour en 1974 sous le nom de Coupe de la Fédération avant qu'elle portera le nouveau nom du Trophée Moulay Hassan, elle est guidée par la Fédération royale marocaine de natation (FRMN).

## Palmarès
- 1974 : Wydad AC
- 1975 :
- 1976 : Wydad AC (2)
- 1977 :
- 1978 :
- 1979 :
- 1980 :
- 1981 :
- 1982 :
- 1983 :
- 1984 :
- 1985 :
- 1986 :
- 1987 :
- 1988 :
- 1989 :
- 1990 :
- 1991 :
- 1992 :
- 1993 :
- 1994 :
- 1995 :
- 1996 :
- 1997 :
- 1998 :
- 1999 :
- 2000 :
- 2001 :
- 2002 :
- 2003 :
- 2004 :
- 2005 :
- 2006 :
- 2007 : Wydad AC (3)
- 2008 : US Fès
- 2009 :
- 2010 :
- 2011 : Wydad AC (4)
- 2012 :
- 2013 :
- 2014 : Wydad AC (5)
- 2015 : COD Meknès
- 2016 : COD Meknès (2)
- 2017 : USC Maroc
- 2018 : USC Maroc (2)
- 2019 : Fath US
- 2020 : SN Fès
- 2021 : Édition annulé[3]
- 2022 : Fath US (2)
- 2023 : Fath US (3)
- 2024 : Wydad AC (6)
- 2025 : COD Meknès (3)

## Bilan
| Club | Titres | Années                             |
| ---- | ------ | ---------------------------------- |
| WAC  | 6      | 1974, 1976, 2007, 2011, 2014, 2024 |
| CODM | 3      | 2015, 2016, 2025                   |
| FUS  | 3      | 2019, 2022, 2023                   |
| USCM | 2      | 2017, 2018                         |
| SNF  | 1      | 2020                               |
| USF  | 1      | 2008                               |